# Mars Matrix: Hyper Solid Shooting
Mars Matrix: Hyper Solid Shooting est un jeu vidéo de type shoot 'em up à scrolling vertical développé par Takumi et édité par Capcom en avril 2000 sur CP System II. Il a été porté sur Dreamcast en novembre 2000,.

## Fonctionnement du jeu
Le jeu  est composé de six niveaux avec des boss interposés et une difficulté progressive. Au commencement de la partie, le joueur a le choix entre deux vaisseaux :
- Le premier possède une importante puissance de feu, aussi bien pour le tir normal que la charge. Il possède un tir frontal.
- Le second est moins puissant mais se déplace plus rapidement. L'angle du tir normal est assez ouvert.

## Système de jeu
Le jeu n'utilise qu'un seul bouton, les actions qu'il enclenche diffèrent selon le timing avec lequel le joueur appuie :
- Le tir normal s'effectue en appuyant et relâchant rapidement le bouton.
- La charge (ou beam) : laisser un temps sans toucher au bouton, puis appuyer dessus pour déclencher le tir. Cette attaque est relativement puissante.
- L'absorption de balles se fait en restant appuyé sur le bouton. Le joueur peut choisir la durée d'absorption, et s'il laisse appuyé jusqu'au maximum, cela créé une explosion qui détruit tout à l'écran (balles et ennemis). En revanche, lancer les balles accumulées pendant le reflect sur un ennemi créé des cubes d'expérience.
- Il faut savoir que sur la version Dreamcast, il est possible de configurer la manette de façon à utiliser le tir normal automatique et le beam en continu.

Dans Mars Matrix, pas de power ups, mais un système d'expérience qui permet de faire évoluer le vaisseau sur la durée complète du jeu. En effet, il faudra ramasser les petits cubes qui apparaissent lors de la destruction des ennemis (surtout en utilisant le reflect force). Plus le joueur en ramasse, plus il gagne de l'expérience, et donc plus son vaisseau sera puissant. Une petite barre située en haut de l'écran indique l'écart de durée maximum entre la prise de deux cubes : au-delà le compteur repart à zéro et le combo est interrompu.

## Portage
Le jeu a été porté sur Dreamcast en novembre 2000. La version Dreamcast possède plusieurs bonus, dont deux remix du jeu, le mode score attaque, et un grand nombre d'options qu'il faut acheter grâce aux points. En effet, le joueur possède un pouvoir d'achat égal à la somme des scores qu'il a réalisé.

## Accueil
- Joypad : 5/10[3]